# Bogát (keresztnév)
A Bogát szláv → magyar eredetű férfinév, jelentése: gazdag. Női párja: Bogáta. Nyugat-magyarországi területeken a Szentjánosbogár egyik megnevezése.  

## Gyakorisága
Az 1990-es években szórványosan fordult elő, a 2000-es években nem szerepel a 100 leggyakoribb férfinév között.

## Névnapok
- szeptember 15.[2]

## Híres Bogátok
Bogát (hadvezér)